# První bulharská říše
První bulharská říše (bulharsky Първа българска държава, Parva balgarska daržava) neboli bulharský chanát, později knížectví a nakonec carství (staroslověnsky ц︢рьство бл︢гарское, ts'rstvo bl'garskoe), byl středověký bulharský stát existující v letech 681 až 1018, který na přechodnou dobu dosáhl v rámci Balkánu postavení velmoci. Jeho zakladatelem byl chán Asparuch, který po rozpadu Starého Velkého Bulharska vedl kmeny kočovných Prabulharů na Balkánský poloostrov, kde spolu se slovanskými kmeny vytvořil nový státní útvar, jejž sousední mocnost, byzantská říše, roku 681 formálně uznala v mírové smlouvě. Bulharský stát v dalších letech postupně expandoval, stal se protiváhou byzantského vlivu na Balkáně a brzdou případné asimilace slovanských kmenů pod byzantskou nadvládou. Bulharští cháni během 8. století také několikrát zasáhli do vnitřní politiky Byzance; za chána Kruma došlo k velkému nárůstu bulharské moci, který se odrazil i v neúspěšném bulharském pokusu o dobytí Konstantinopole, hlavního města byzantské říše, roku 813. Krumův nástupce Omurtag vytvořil v říši již ucelenější správu založenou na systému žup pod kontrolou chánových úředníků.
Po celou dobu bulharská říše postupně sílila, avšak její mezinárodní postavení nebylo dostatečně pevné, dokud chán Boris nepřijal roku 864 křesťanství východního ritu s řečtinou jako liturgickým jazykem. Aby však Boris omezil vliv řeckého kléru na svém území, poskytl v Bulharsku azyl Metodějovým žákům poté, co byli vyhnáni z Velké Moravy; jimi propagovaná slovanská liturgie se vzápětí v Bulharsku rychle rozšířila, čímž se sice zprvu limitoval i vliv byzantské říše na bulharský stát, později se však ukázalo, že riziko spojené s tím, že některé části říše budou politicky tíhnout spíše k Byzanci existuje. Tehdejší Bulharsko proto vysílalo další vzdělané církevní zástupce do vzdálenějších území říše; jednalo se o žáky Cyrila a Metoděje. Největšího rozsahu dosáhla bulharská říše za knížete a posléze cara Symeona. Za vlády jeho syna Petra však již následoval úpadek. Ke konci 10. století ovládla Bulharsko byzantská říše, i když západní části bulharského území si pod vládou komitopulů udržely nezávislost. Nejmladší z nich, Samuel, dobyl nazpět některá ztracená území a na počátku jeho vlády dosáhl bulharský stát dočasně opět pozice regionální velmoci. Po jeho smrti již Bulhaři ztráceli další a další území, až byly zbytky první bulharské říše připojeny k Byzanci. Na konci 12. století se bulharský stát opět obnovil jakožto druhá bulharská říše.
V průběhu svojí existence se říše přetvořila z obranného svazu proti vnějším nepřátelům mezi Slovany a původními turkickými Bulhary ve středověký stát s jednotnou slovanskou kulturou, protože mnohem méně početní Prabulhaři, ačkoliv měli zpočátku ve státě dominantní postavení, se smísili se slovanskou populací a asimilovali se. Převážně slovanský charakter státu se projevil roku 864, když vládce říše, původně zvaný chán, přijal slovanský knížecí titul. Roku 864 zároveň Bulhaři (v té době již téměř homogenní slovanský národ) přijali křesťanství a zároveň se během prvních staletí společnost postupně vývojově posunula od kmenové struktury k feudálnímu řádu, přičemž země byla rozdělena na takzvané župy neboli komitéty s vládním úředníkem (kométem, županem) v čele. Spolu se zavedením staroslověnštiny jako literárního a liturgického jazyka a s tím i hlaholice, respektive cyrilice, došlo během vlády Symeona I. k rozkvětu bulharské vzdělanosti a písemnictví.

## Dějiny

### Zánik Velkého Bulharska a příchod Protobulharů na Balkán
V první polovině 7. století sjednotil chán Kubrat protobulharské kmeny ve stepích na sever od Černého moře mezi Dněprem a Dněstrem. Po jeho smrti roku 665 se však jeho říše začala rozpadat a úpadku tohoto prvního prabulharského státu využili Chazaři, kteří vtrhli na bulharské území a část Protobulharů si podrobili. Další protobulharské kmeny opustily svou domovinu a odešly dále na západ. Jednu skupinu těchto kmenů vedl Kubratův syn Asparuch, který se usadil nejdříve kolem roku 670 u severního břehu delty Dunaje a o deset let později již na byzantském území poblíž Varny, odkud podnikal nájezdy do okolních oblastí. Asparuchovi se podařilo uzavřít dohodu se sedmi slovanskými kmeny, jež poté uznaly jeho svrchovanost, a dále rozšiřoval svojí moc.
Proti Protobulharům útočícím na byzantské území vytáhl byzantský císař Konstantin IV. Pogonatos. Nepokoje v Konstantinopoli však přinutily císaře tažení odvolat a při cestě zpět během bojů u řeky Tirča způsobili Protoblhaři byzantské armádě značné ztráty. Asparuch pokračoval ve válce s Byzantinci až do podzimu 681, kdy byl uzavřen mír. Byzanc tím formálně uznala existenci nového státního útvaru, jež později značně ovlivnil další vývoj Slovanů na Balkánském poloostrově a zasáhl i několikrát do vývoje samotné Byzance. Boje mezi Byzancí a novým bulharským státem však nadále pokračovaly a teprve během devadesátých let 7. století se Asparuchův stát s konečnou platností etabloval.

### Bulharsko v8. století

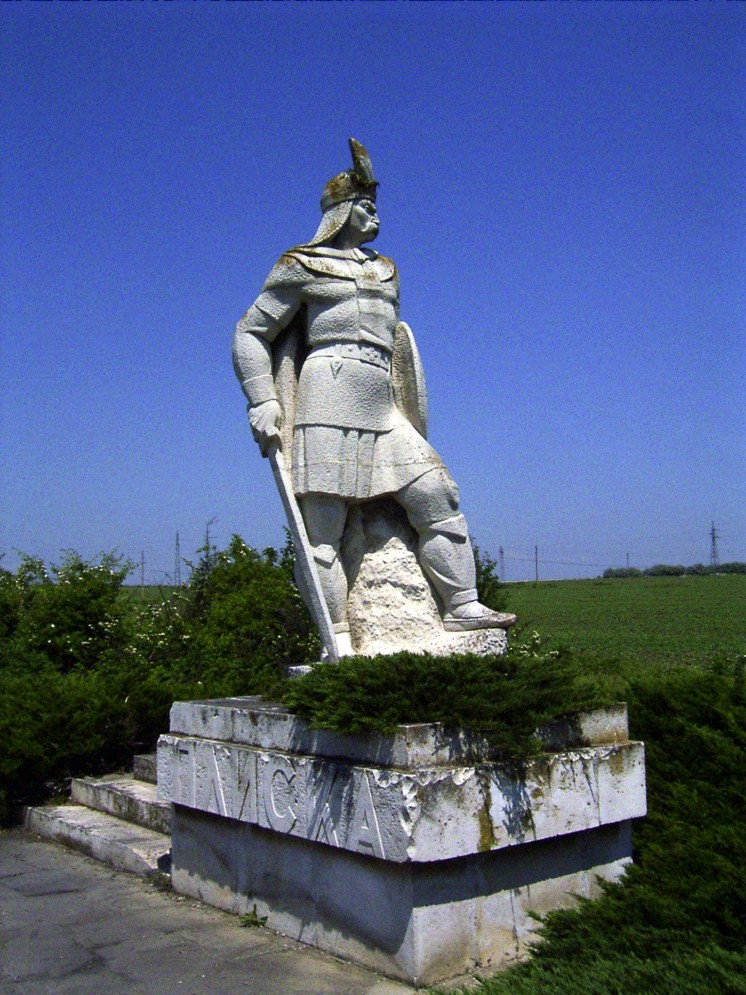
Asparuchova socha v dnešní Plisce

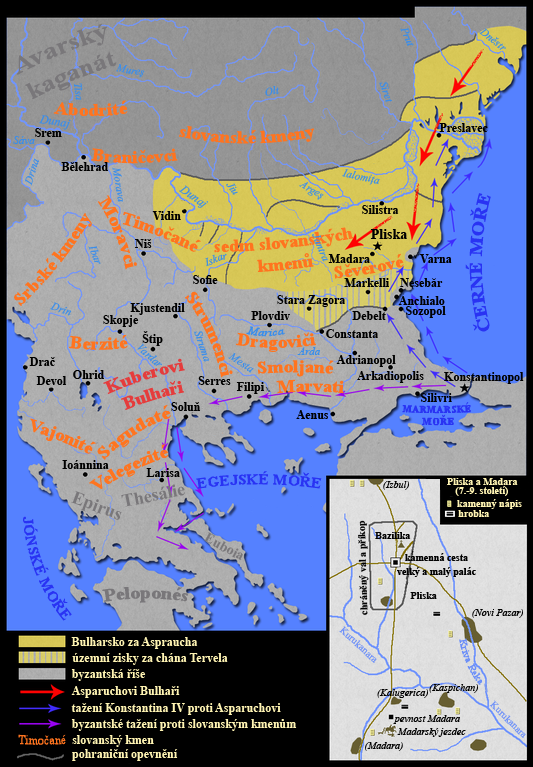
Rozsah bulharského území za Asparucha a Tervela

V nadcházejících letech pokračovaly četné srážky s Byzancí, jejímž cílem bylo získat nazpět území, jež kdysi náleželo římské říši. Vztahy obou států však neměly ryze konfliktní podobu, nýbrž docházelo i k uzavírání dohod a spojenectví. Pakliže byli bulharští vládci dostatečně vlivní a mocní, mohli ovlivňovat i vývoj ve vnitřní politice byzantské říše.
Po Asparuchovi roku 701 nastoupil na trůn chán Tervel, který již významněji zasáhl do byzantské vnitřní politiky. Několik let předtím sesazený císař Justinián II. uprchl z exilu na Krymu a přes chazarskou říši se dostal do Bulharska, kde si získal chánovu podporu a spolu s bulharským vojskem se vydal dobýt Konstantinopol. Bulhaři lstí pronikli do města a Justiniánovi se tak otevřela cesta k trůnu. Chán Tervel byl za svojí podporu odměněn navýšením již dříve dohodnutých poplatků, které Byzanc Bulharům odváděla, titulem caesara (v řečtině kaisar) a územními ústupky v oblasti od Filipopole (dnešního Plovdivu) až k Černému moři, zvané Zagore. Toto území již pak téměř natrvalo zůstalo součástí bulharské říše.
Dobré vztahy mezi oběma panovníky však příliš dlouho nevydržely. Ve chvíli, kdy již měl Justinián situaci v říši pod kontrolou, vytáhl dobýt nazpátek ztracené území. Útok byl ovšem v bitvě poblíž města Anchiala odražen a císař tedy musel ustoupit. V říši ale proti jeho despotické vládě a teroru, ke kterému se uchyloval, opět vypuklo povstání, takže byl znovu nucen hledat pomoc u Bulharů. S menším kontingentem poskytnutým Tervelem se vydal do Malé Asie naverbovat další vojáky, avšak byl zde zabit. Následovalo období nepokojů a častého střídání císařů, čehož Tervel využil a, krom opětovných pokusů o zvýšení vlivu na byzantskou politiku, vytáhl roku 712 na Konstantinopol, jejíž předměstí vypálil a zpustošil. Válka s Byzancí skončila až o čtyři roky později, kdy byl uzavřen mír znamenající další posílení Bulharska. Spolu s mírem byly poprvé uzavřeny i obchodní dohody. Byzanc si tímto krokem pravděpodobně chtěla Bulharsko zavázat, což se ukázalo jako prozřetelné rozhodnutí o rok později, když vojska islámského chalífátu oblehla Konstantinopol. Nový císař Leon III. Syrský požádal Bulhary o pomoc. ti skutečně přišli a Byzantincům se tak podařilo s bulharskými posilami druhé arabské obležení svého hlavního města odrazit. Díky vítězství nad Araby se Bulhaři nejen zasloužili o zastavení pronikání islámu dále na západ přes Balkán, ale dostali se též do povědomí tehdejší západní Evropy.
V následujících letech trval mezi Byzancí a Bulharskem mír. Pro přesnější informace o tehdejším vývoji v Bulharsku není dostatek věrohodných zpráv. Z řeckého seznamu bulharských chánů zvaného Imennik a z dalších zdrojů vyplývá, že po Tervelovi nastoupil Kormisoš a po něm Sevar. Sevar byl posledním příslušníkem dynastie Dulo, která poté vymřela. Za vlády dalšího chána Vinecha, pocházejícího z rodu Ukil, propukla roku 755 nanovo válka s Byzancí, když císař Konstantin V. přehodnotil politiku svého otce a přestal platit Bulharům poplatky. Ti následně vpadli do Thrákie, ovšem císař si na nich vymohl po odvetném tažení a vítězné bitvě u pevnosti Markelli pro Byzanc výhodný mír, kterým říše získala nazpět území na jih od pohoří Stara planina. Když se ovšem o pár let později rozhodl podniknout novou výpravu, byl při pochodu přes Starou Planinu v bitvě ve Veregavském průsmyku se svým vojskem Bulhary poražen. Vinech ale nevyužil vítězství nad Konstantinem a raději mu nabídl mír, čímž si znepřátelil některé bulharské bojary. Ti jej následně svrhli, vládnoucí rod pobili a za nového chána zvolili Telece z dalšího bulharského rodu Ugain. Telec vytáhl proti Byzanci, kde opět zpustošil oblast Thrákie, ale jeho armáda byla v bitvě u Anchiala roku 763 poražena. V Bulharsku znovu vypuklo období nestability a k moci se dostala umírněná strana vedená Sabinem, švagrem chána Kormisoše. Špatné vnitropolitické situace, která v Bulharsku po nějakou dobu panovala, se opět pokusil využít císař Konstantinos a podnikl několik vpádů na bulharské území, tentokrát se ale omezil jen na plenění pohraničních oblastí. Velkou výpravu uspořádal až o dva roky později, avšak při vyloďování vojska velký vítr způsobil potopení několika lodí i s posádkami. Ztráty byly tak velké, že se císař rozhodl obrátit se zpět, Sabin toho využil a znovu mu nabídl mír. Mírný přístup Sabina vůči císaři vzbudil vlnu odporu, která vedla k Sabinovu sesazení a jeho útěku na byzantské území.
Přes úspěchy jedné či druhé strany nebylo možné, aby v dané situaci, jež na Balkáně v té době panovala, skončilo dlouhotrvající soupeření naprostým vítězstvím jednoho státu nad druhým. Přesto expanzivní politika bulharských chánů, opírající se o spojenecké svazky či vynucená uznání suverenity nad slovanskými kmeny mohla způsobit nevratnou ztrátu balkánských území. Byzantští císaři proto od počátku k bulharskému etniku, které se smísilo definitivně se Slovany už zhruba dvě století po jejich příchodu na Balkán, přistupovali jako k hlavní překážce obnovení svého panství na poloostrově. Na rozdíl od jednotlivých slovanských kmenů, které by bylo možno postupně donutit k poslušnosti a k placení daní, představoval bulharský stát pevnější útvar, jenž existoval jako protiváha byzantského vlivu a byl ochranou před asimilací Slovanů pod případnou byzantskou nadvládou, s nímž neměla možnost se při svých možnostech vypořádat. Stejně ovšem bylo jasné, že ani Bulhaři nejsou schopní vyvrátit celou byzantskou říši, což si uvědomovala i část bulharských vládnoucích vrstev, jejímž hlavním představitelem byl rod Ukil. Jejich protivníkem byli bojaři sdružení kolem rodu Ugain, usilující naopak o protibyzantskou politiku. Boje o moc mezi těmito dvěma stranami způsobily několikeré střídání chánů pro- či protibyzantské orientace. Z tohoto důvodu nedošlo ke zklidnění situace za krátce vládnoucích chánů Umora, Tokta a nakonec Pagana, nýbrž až za vlády dalšího chána Teleriga. Mírová smlouva uzavřená za Pagana přesto dalším konfliktům s byzantskou říší nezabránila – Konstantin se ještě několikrát neúspěšně pokusil proniknout na bulharské území. Těmto pokusům učinila konec jeho smrt uprostřed příprav na další tažení roku 775.
Telerig se pokusil stát vnitřně konsolidovat. Nejdříve se úspěšně vypořádal se stoupenci smírného řešení s Byzancí, avšak po pokusu o omezení vlivu šlechty byl nucen utéci roku 777 do Konstantinopole. Nový chán Kardam, který vládl až do roku 803, využil dočasného míru s Byzancí, během kterého se mu podařilo moc bojarů omezit. Po posílení své pozice ve státě začal chán usilovat i o další expanzi, a to zejména do oblastí osídlených Slovany, jenž mohli být využiti jako spojenci k dalším bojům s byzantskou říší. V oblasti kolem řeky Strumy porazil roku 789 zdejší byzantskou posádku, což vyprovokovalo o dva roky později byzantskou odvetu – proti Kardamovi byla vypravena armáda vedená císařem Konstantinem VI. Zatímco jeho první tažení skončilo menší nerozhodnou bitvou u Adrianopole, rozhodující srážka přišla až další rok u Markelli, v níž byli Byzantinci na hlavu poraženi. Císař se zavázal k placení poplatků, ty však odváděl pouhé čtyři roky a poté platit tribut odmítl. Kardam na to pohrozil vypálením Thrákie, ale císař mu poslal pouze pytlík s koňským trusem a se vzkazem:
| „                | Zde ti posílám poplatek, jaký ti náleží. Poněvadž jsi stařec, nechci, aby ses namáhal sem ke mně, nýbrž ti přitáhnu vstříc k Markellám. Tam ať nás rozsoudí bůh. | “ |
| — Konstantin VI. | |   |

Konstantin poté vytáhl na novou výpravu proti Bulharům, ale ta skončila pouze uzavřením míru, aniž by se obě armády střetly. Nedlouho nato ztratil Konstantin v říši podporu a byl svojí matkou Irenou svržen z trůnu a oslepen.

### Chán Krum a jeho nástupci

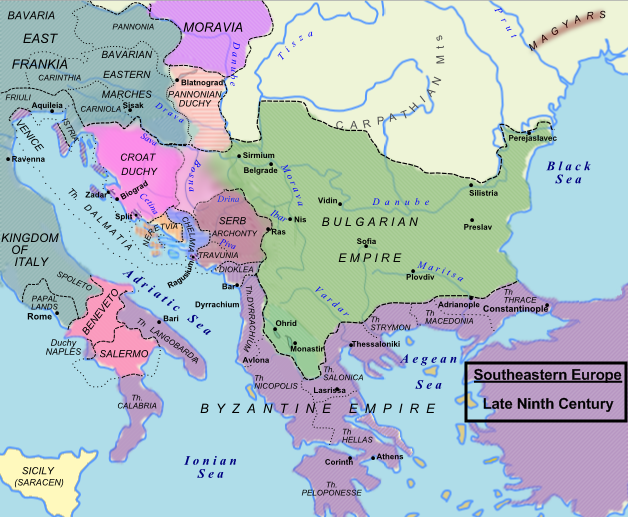
Územní růst Bulharska v 9. století

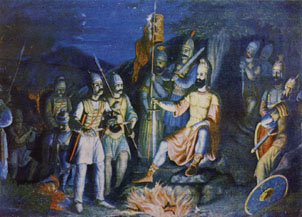
Chán Krum přijímá hlavu císaře Nikefora

Následníkem Kardama se stal Krum, za něhož dosáhla bulharská říše velkého mocenského rozmachu. Jakožto spojenec franské říše podnikl chán útok na území avarského kaganátu a dobytím Bělehradu a Sremu rozšířil svůj vliv dále na západ. Na severu se staly hranicí bulharské říše pravděpodobně i Karpaty a řeka Tisa, na východě pak zasahovala jeho moc až k toku Dněstru. Tehdejší byzantský císař Nikeforos I. se začal nového rozsahu bulharské moci obávat a rozhodl se vypravit proti jejich státu vojsko. Po první neúspěšné výpravě byla na rok 811 zorganizována výprava druhá, mající formu odvety za dobytí významného strategického města Sredce Bulhary. Ta zpočátku vypadala, že by mohla mít šanci uspět, když se Krum před postupující císařovou armádou stáhl a nechal jí napospas své sídelní město Plisku. Po jejím vyplenění se byzantská armáda obrátila zpět do Konstantinopole, ale při přechodu Stare Planiny Bulhaři na armádu překvapivě zaútočili a na hlavu jí porazili. V boji zemřel i samotný císař, z jehož lebky si Krum údajně nechal vyhotovit pozlacený pohár. Chán využil oslabení Byzance a následující rok vpadl do Thrákie, zpustošil ji a dobyl několik významných měst. Po vyjednávání o míru, který nový byzantský císař Michael I. odmítl, se chán vydal na Konstantinopol, kam dorazil v létě 813. Zde před hradbami za přihlížení konstantinopolských obyvatel přinesl jakožto nejvyšší kněz svým bohům krvavé oběti, což pravděpodobně mělo dopomoci k případné byzantské kapitulaci. Poté, co Krumovi došlo, že nebude schopen překonat Konstantinopolské hradby, nabídl císaři mír podle smlouvy s chánem Tervelem z roku 716. Císař Leon V., který nastoupil na trůn po Michaelově svržení, se pokusil při vyjednávání Kruma zajmout, ten se ale nenechal oklamat a v odpověď krutým způsobem vypálil a vydrancoval konstantinopolská předměstí. Na zpáteční cestě stihl ještě dobýt Adrianopol, odkud bylo údajně odvedeno do Bulharska na deset tisíc zajatců. Od další Krumovy výpravy zachránila Byzanc jeho náhlá smrt. Není zcela jisté, kdo přesně nastoupil jako nový chán těsně po jeho skonu, ale s velkou pravděpodobností jím byl Omurtag, Krumův syn.

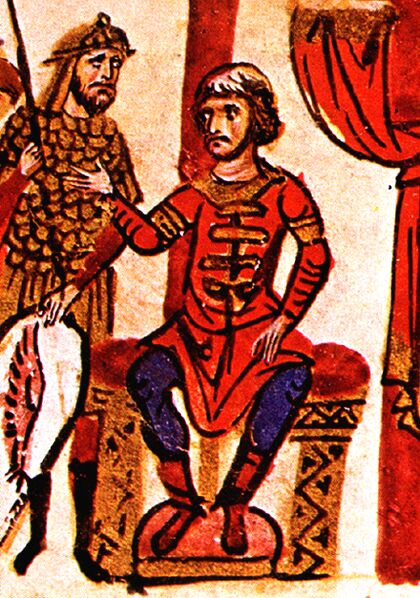
Chán Omurtag, z kroniky Jana Skylitzese.

Omurtagovi se podařilo diplomatickým jednáním uzavřít mírovou smlouvu znamenající pro bulharskou říši další územní zisky. Přes trvající mír chán nadále zasahoval do byzantské vnitřní politiky, když poslal roku 823 pomoc císaři Michaelovi II. v boji proti povstání Tomáše Slovana, čímž se významnou měrou zasadil o Michaelovo vítězství. Nové boje ale vypukly na západě, a to s říší franskou. Srážky probíhaly mezi oběma státy zhruba od roku 826 po dobu pěti let, než byl uzavřen mír. Krom této války Omurtag vedl tažení k Dněpru proti říši Chazarů a také proti tehdy stále ještě kočovným Maďarům, hnaných dalším nomádským kmenem Pečeněhů k severovýchodním okrajům Omurtagova panství.
Za Omurtagovy vlády došlo k zásadní změně v celkové organizaci říše. Namísto vlády jednotlivých kmenových náčelníků zavedl po vzpouře několika slovanských kmenů župní zřízení, tedy rozdělení říše na jednotlivé správní okrsky (župy či komitáty), v nichž vládli jeho úředníci, župani. Reforma správy dopomohla krom zavedení centralizovanějšího a ucelenějšího správního systému i k dalšímu promíšení bulharského a slovanského etnika, a tím umožnila i utužení svazků uvnitř říše. Z doby Omurtagovy vlády již pocházejí i první nápisy v původní prabulharštině, ty byly ovšem napsány za použití řecké alfabety, která pro tento jazyk nebyla vhodná a tak docházelo k určitým zkreslením. Přes tyto první kroky byla i základní znalost čtení a psaní velmi omezená, takže se správa musela spolehnout na služby vzdělaných Řeků. Dalším znakem Omurtagovy vlády byl negativní postoj ke křesťanům, kteří se do Bulharska dostali jako zajatci během Krumových válek s Byzancí a šířili zde svojí víru. Bulharský vládce považoval křesťanskou víru za nástroj byzantské říše k zvýšení svého vlivu na bulharském území a proto, stejně jako před ním Krum, její stoupence tvrdě potlačoval. Poslední významnou změnou, jež Bulharsku v té době proběhla díky předchozí expanzi, bylo další sílení slovanského živlu, protože nově připojená území byla povětšinou etnicky slovanská. Omurtagovi synové (Enravot, Zvinica a Malamir) tak dostali jména pravděpodobně slovanského původu. Prvním z chánových nástupců se stal po Omurtagově smrti roku 831 Malamir. Přestože vládl jen krátce a upřednostňoval udržení míru, podařilo se mu během nepříliš dlouhého konfliktu s Byzancí ovládnout město Plovdiv, řecky zvané též Filipopolis. Po pěti letech nastoupil na bulharský trůn Zvinicův syn Presjan, vládnoucí až do roku 852. Ten se pustil do nové války, která vynesla Bulharsku územní zisky v oblasti Makedonie, zejména v blízkosti města Ochridu a Ochridského jezera, a dále pak v Kosovu. Donutit k poslušnosti slovanské kmeny na území Srbska a tím zde prosadit svůj vliv se však Presjanovi nepodařilo.

### Přijetí křesťanství
Přes zahraničněpolitické úspěchy bylo mezinárodní postavení Bulharska negativně ovlivněno skutečností, že jeho vládci nadále nepřijali křesťanství. Byzantští i západní císařové, jakožto vůdci křesťanstva, měli v dobovém pojetí povinnost šířit křesťanskou víru. Pohanské státy nebo státy s jiným náboženstvím (islámský chalífát) neměly právo existovat a jako takové byly odsouzeny k podmanění některou z křesťanských mocností. Aby byl bulharský stát skutečně uznán a mohl se tak zařadit mezi ostatní evropské státy, musel jeho vládce a vládnoucí vrstva přijmout křesťanství a učinit je státním náboženstvím. Dalším důvodem k přijetí křesťanství byla postupně probíhající feudalizace bulharské společnosti. Pohanské náboženství již nemohlo odpovídat tehdejším společenským poměrům a bylo tedy třeba přijmout ideologii, která by zdůvodnila, proč jsou dříve svobodní rolníci nyní v závislém postavení na chánovi a příslušnících z řad slovanské a prabulharské šlechty.
K takovému kroku se rozhodl chán Boris, jenž nastoupil roku 852 po Presjanovi. V té době se zkomplikovala evropská politická situace díky mocenským a dogmatickým sporům mezi papežem Mikulášem I. a konstantinopolským patriarchou Fotiem. Navíc po připojení nových území v Makedonii se trvale poškodily vztahy mezi Byzancí a Bulharskem. Válečný konflikt, který se odehrál během let 855 až 856, se nevyvíjel pro chána nejlépe, zároveň po uzavření protifranského spojenectví s moravským knížetem Rastislavem zaútočil chorvatský kníže Trpimír, leník východofranského krále Ludvíka Němce, na bulharské území a Boris, nacházející se v nevýhodné pozici, musel požádat o mír. Zhruba v této době v něm pravděpodobně zvítězilo přesvědčení, že je třeba přijmout křesťanskou víru, aby si zabezpečil spojenectví, a to jak na východě, tak případně i na západě.
Přestože si křesťanská církev dosud udržela zdání jednoty, obě dvě její části (západní pod papežovou jurisdikcí a východní pod správou konstantinopolského patriarchy) se již od sebe v některých věroučných otázkách lišily. Přijetí křesťanství od jedné ze dvou konkurujících si stran tak muselo ovlivnit postavení Bulharska k té druhé. Borisovým cílem bylo zachovat si především plnou míru nezávislosti na obou mocenských centrech, takže v otázce christianizace Bulharska postupoval velmi opatrně. Chán tedy zpočátku požádal o duchovní, kteří by šířili křesťanskou víru, jak v Byzanci, tak ve východofranské říši. Z prvotního souboje vyšla vítězně byzantská říše, protože po neúrodě a hladomoru, který v Bulharsku vypukl, zemi ohrožovala byzantská vojska a chán byl pod tíhou okolností nucen přijmout křesťanství východního ritu – roku 864 byl Boris se svou rodinou a členy bojarské šlechty pokřtěn řeckým biskupem. Kmotrem se mu stal sám byzantský císař Michael III. Část prabulharské šlechty, která ještě plně nesplynula se slovanskou populací, se šíření křesťanství postavila na ozbrojený odpor, který byl ale Borisem potlačen. Potlačení povstání a následné pobití asi 50 příslušníků původní bulharské aristokracie znamenalo definitivní konec její vedoucí úlohy ve státě, protože posty uvolněné po smrti vzbouřených bojarů byly zabrány šlechtou slovanského původu. Od přijetí křesťanství změnil Boris i svůj titul – od této chvíle nebyl bulharský vládce znám jako chán, což bylo jméno turkického původu, ale podle slovanského názvu kníže. Také v byzantských pramenech jsou v této době již Bulhaři bráni jako Slované.
Po Borisově křtu zaslal patriarcha Fotios bulharskému vládci pastýřský list, v němž mu vysvětloval věroučné zásady křesťanství. List byl však pravděpodobně napsán pro Borise příliš nesrozumitelně, navíc patriarcha i císař odmítli jakékoliv formy církevní autonomie, zejména vytvoření bulharského patriarchátu, o které Boris usiloval. Christianizace se měla v očích patriarchy stát nástrojem k helenizaci obyvatelstva a k definitivnímu získání vlivu Byzance nad bulharským státem. Z tohoto důvodu nebyla použita při zvěstování víry řeckými duchovními ani staroslověnština použitá o několik let dříve učenci Konstantinem a Metodějem během jejich misie na Velké Moravě, namísto toho se při obřadech kázalo řecky. Zklamaný Boris se tedy obrátil na papeže Mikuláše I., který se mu snažil vyjít co nejvíce vstříc, aby tak získal Bulharsko pod svojí svrchovanost. Ale ani papež nebyl ochotný svolit alespoň k ustanovení arcibiskupa, jenž by vytvořil autonomní církevní provincii. Boris proto opět zvolil jednání s Byzancí, kde mezitím nastoupila vládu nová makedonská dynastie založená Basileem I., ochotným ve věci bulharské církevní autonomie Borisovi ustoupit. Během rokování ekumenického koncilu v Konsantinopoli v letech 869 až 870 se krom otázky sporů mezi papežstvím a konstantinopolským patriarchátem nadobro vyřešila otázka svrchovanosti nad bulharským územím ve prospěch patriarchátu. Přestože nebyl v Bulharsku jmenován přímo patriarcha, země získala arcibiskupa a s tímto úřadem i církevní autonomii. I když ještě prvního arcibiskupa jmenoval patriarcha, všichni další již byli voleni shromážděním bulharských duchovních. Borisovi se tak přes přijetí křesťanství podařilo udržet si na svých sousedech relativní nezávislost. Ani řečtina se jako liturgický jazyk dlouho neudržela. Poté, co žáci Konstantina a Metoděje museli odejít z Velké Moravy, byli Borisem vlídně přijati a založili zde dvě významná kulturní centra v Ochridu a Plisce, odkud se v následujících letech v bulharských zemích šířila slovanská liturgie a písmo, což nejen podtrhlo nezávislost bulharské církve na Konstantinopoli, ale vedlo i k následnému rozvoji bulharské kultury a písemnictví.

### Vrcholné období bulharského státu

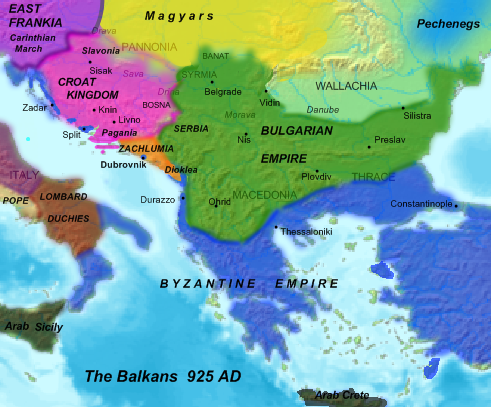
Bulharská říše za Symeona

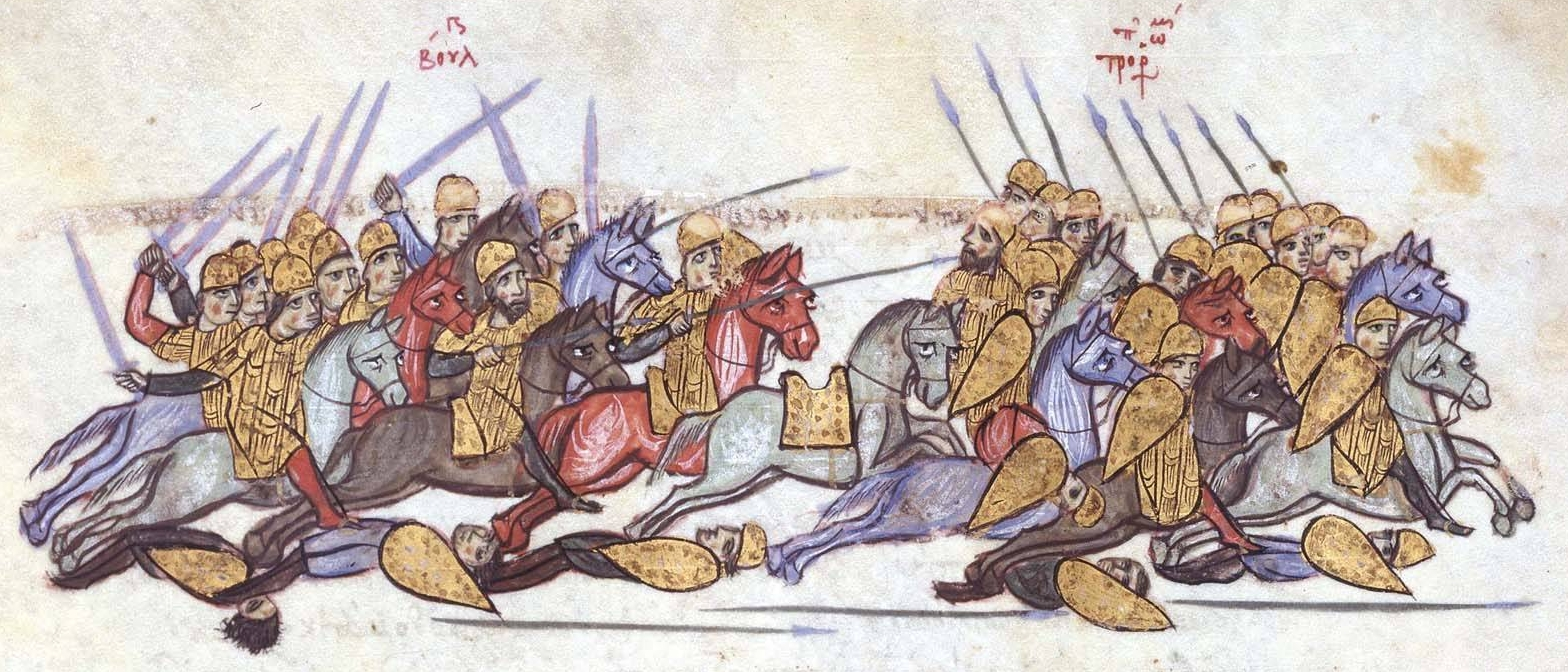
Bulharská armáda poráží byzantská vojska v bitvě u Acheloje

Po odchodu Borise I. roku 888 do kláštera převzal vládu jeho syn Vladimír. Nový kníže se rozhodl obnovit ve státě pohanskou víru, proti němu ale zasáhl jeho mladší bratr Symeon, který přesvědčil svého otce, aby se vrátil z ústraní a pomohl mu Vladimíra svrhnout. To se Borisovi podařilo a vládcem Bulharska se tak stal Symeon, zatímco jeho otec opět odešel do kláštera, kde o necelých 15 let později skonal. Symeon své mládí prožil jako rukojmí v Konstantinopoli, kde se mu dostalo kvalitního vzdělání. Pobyt zde mu dovolil seznámit se blíže s vyspělou byzantskou kulturou, což se odrazilo v jeho pozdější snaze dostat bulharský stát na roveň byzantské říši. Jakkoliv se Symeonovi nepodařilo dosáhnout ještě jednoho vytčeného cíle, vytvořit velkou slovansko-byzantskou říši, dosáhla během vlády nadaného panovníka první bulharská říše největšího mocenského a kulturního rozmachu. Bulharsko v této éře završilo svůj vývoj v politicky a kulturně jednotný stát, ve kterém původní turkičtí Prabulhaři úplně splynuli s převažujícím slovanským obyvatelstvem, které získalo vědomí určité sounáležitosti a společné bulharské kultury.
Již po nástupu na trůn se musel Symeon vypořádat s prvními zahraničněpolitickými problémy. Ministr byzantského císaře Leona VI. Stylianos Zautzes předal právo na obchod s Bulharskem dvěma obchodníkům, kteří centrum výměny zboží přenesli z Konstantinopole do Soluně, aby byli dále od císařské autority a mimo kontrolu byzantských úřadů. Následně tito obchodníci uvalili na obchod s bulharskou říší vysoké daně, díky nimž se obohacovali. Symeon po marném vyjednávání s císařem vyhlásil Byzanci válku a jeho vojska vpadla na byzantské území a v Thrákii porazil proti nim vyslanou byzantskou armádu. Císař, který měl svázány ruce kvůli bojům s Araby na východní hranici říše, se rozhodl poštvat proti Bulharům kočovné Maďary. Ti bulharské území krutě zpustošili, ale Symeonovi se je podařilo s pomocí dalšího nomádského kmene Pečeněhů odrazit. Pečeněhové poté Maďary vyhnali do Panonské nížiny a sami si původní maďarské území mezi Besarábií a Karpaty přivlastnili. Kníže poté znovu zaútočil na Byzanc a roku 896 na hlavu porazil její armádu v bitvě u Bulgarofygu. Vzhledem k maďarskému nebezpečí v Panonii uzavřel s Leonem VI. mírovou smlouvu, v níž se císař zavázal k zrušení původních daní a placení poplatku. Symeon i nadále věnoval pozornost byzantským územím a po arabském nájezdu roku 904 na Soluň se pokusil novou válkou toto město získat. To se mu sice nepodařilo, ale na druhou stranu připadly bulharskému státu jiná, rozsáhlá území v Makedonii a také Albánii, jež se téměř celá krom oblasti kolem města Drače dostala pod bulharskou kontrolu. Po úspěšném zakončení těchto výbojů se Symeon věnoval upevnění státu. Jakožto znamení rozchodu s pohanskou vírou vybudoval kníže nové hlavní město Preslav, kam se přestěhoval z dosavadního sídla knížat Plisky, a které se mělo svou nádherou vyrovnat Konstantinopoli. Preslav se stala vedle Ochridu centrem kultury a sídlištěm další literární školy.
Mír s Byzancí trval pouze několik let. K moci se zde po Leonově smrti dostal jeho bratr Alexandros, jenž vládl jako spolucísař za příliš mladého Konstantina VII. Porfyrogenneta. Alexandros odmítl platit bulharské říši poplatky, čímž poskytl Symeonovi záminku k nové válce. V létě 913 se Symeonova vojska ocitla před Konstantinopolí, to však byl již původní spolucísař po smrti a hlavní slovo získala regentská rada vedená patriarchou Nikolaem Mystikem. Vzhledem ke špatné vnitropolitické situaci se Nikolaos rozhodl vést s bulharským knížetem tajná jednání za doprovodu mladého císaře Konstantina. Na základě těchto jednání se patriarcha uvolil zaplatit dříve odmítnuté poplatky a přislíbil také provdání Symeonovy dcery za Konstantina. Zároveň Symeona tajně korunoval vlastní korunou patriarchů na císaře Bulharů (basileus ton Bulgaron). Symeon, spokojen s těmito ústupky, se poté vrátil do Bulharska. Korunování bulharského vládce ovšem zvedlo mezi byzantskou vládnoucí třídou rozhodný odpor, který vedl k nastolení vlády Konstantinovy matky Zoe. Ta naopak začala vystupovat vůči Bulharsku silně nepřátelsky a dohodu o zasnoubení svého syna zrušila. Tím vypukla další válka, v níž se Bulharům podařilo zmocnit významného thráckého města Adrianopole a jadranské pevnosti Drač. Byzantská armáda, jež se vydala na odvetnou výpravu, pak byla poražena v bitvě u řeky Acheloj. Následovalo další bulharské vítězství poblíž Konstantinopole, přesto jakékoliv pokusy o získání samotného města byly díky jeho mohutným hradbám marné. Přes velká vojenská vítězství se Symeon dočkal značného politického neúspěchu – roku 919 získal dominantní postavení v Byzanci admirál Romanos Lakapenos, který oženil svojí dceru s Konstantinem VII. a jakožto spoluvládce nastoupil na byzantský trůn. Tím přišly vniveč Symeonovy plány na propojení bulharské a byzantské dynastie a případné pozdější vytvoření slovansko-byzantské říše. Symeon nato zahájil novou válku a aby se jeho postavení oficiálně vyrovnalo byzantskému císaři, přijal titul cara a samovládce (podle řeckého basileus kai autokratór) a preslavského arcibiskupa povýšil na patriarchu.

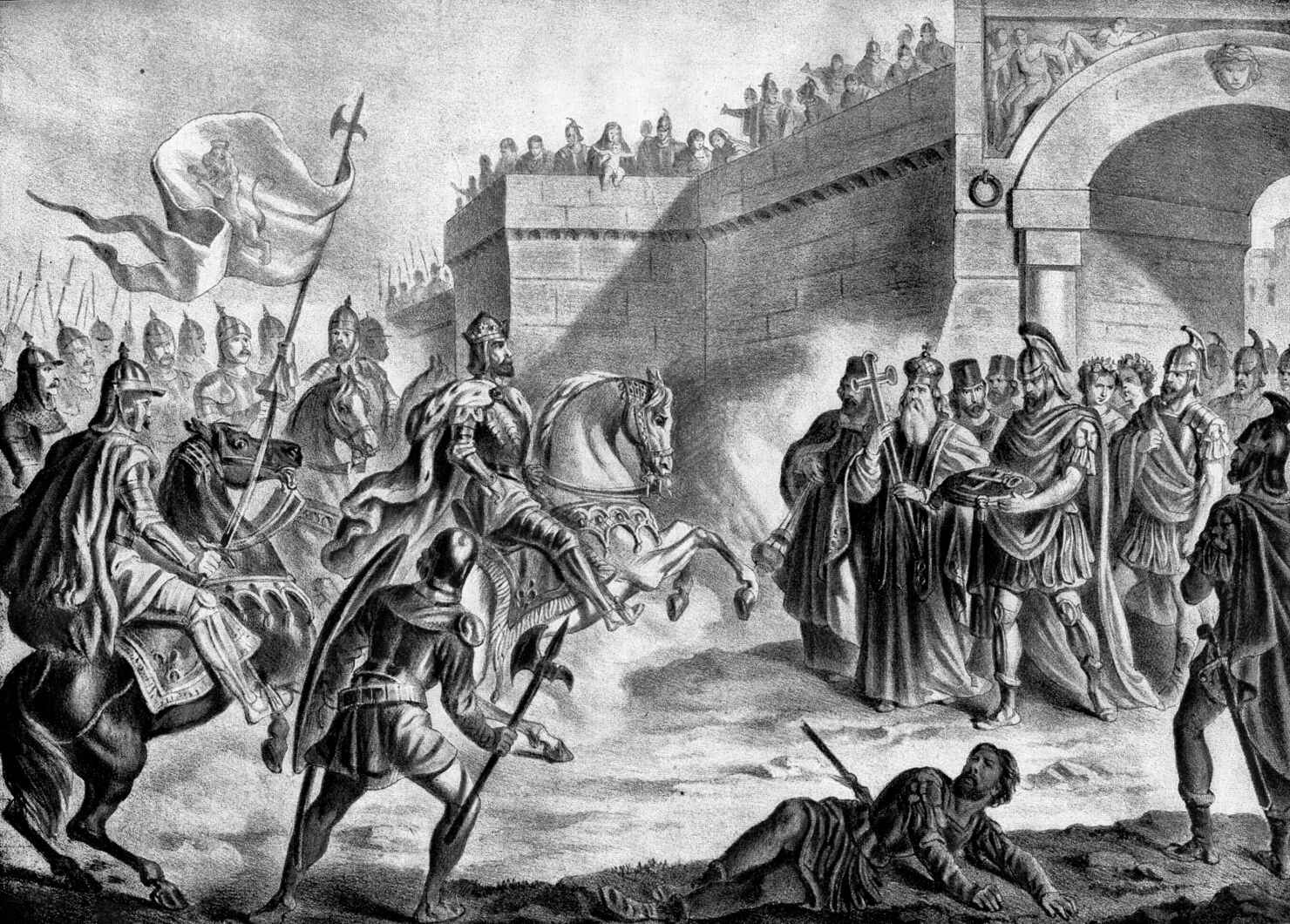
Symeon před hradbami Konstantinopole

Bulharský car podnikl řadu ničivých nájezdů na byzantské území a opakovaně odmítal uzavřít mír, načež Byzanc reagovala tím, že proti němu poštvala Srby. Symeon tento útok odrazil a snažil se naopak získat pro společný útok proti Konstantinopoli egyptské Araby. Po zmaření těchto pokusů byzantskou diplomacií došlo roku 924 k Symeonově tažení na Konstantinopol, čímž byzantsko-bulharský konflikt vyvrcholil. V Konstantinopoli došlo k setkání mezi Symeonem a Romanem I. Byzantský císař byl ochoten uznat Symeona za cara (císaře) Bulharů, odmítal mu však přiznat i titul císaře Římanů. Konflikt pokračoval tedy nadále, ale bulharské síly se již začaly vyčerpávat. Když byzantští spojenci Srbové utrpěli ještě toho samého roku 924 porážku, podařilo se Bulharům během odvetného tažení připojit ke své říši oblast Rašky. Při útoku chorvatského krále Tomislava ale již bulharská armáda střetnutí s chorvatskými vojsky prohrála. Symeon přes tuto zdrcující porážku nadále plánoval další tažení proti Byzanci, avšak během příprav roku 927 zemřel. Jeho syn Petr brzy po svém prohlášení bulharským carem uzavřel se svými protivníky mír. Bulharsko bylo vyčerpáno opakujícími se válkami a rozkrádáním majetku stále mocnější šlechtou. Ukončení války tak znamenalo i konec bulharských pokusů o další mocenský vzestup a smíření se s pronikáním byzantského vlivu na bulharské území.

### Pozvolný úpadek

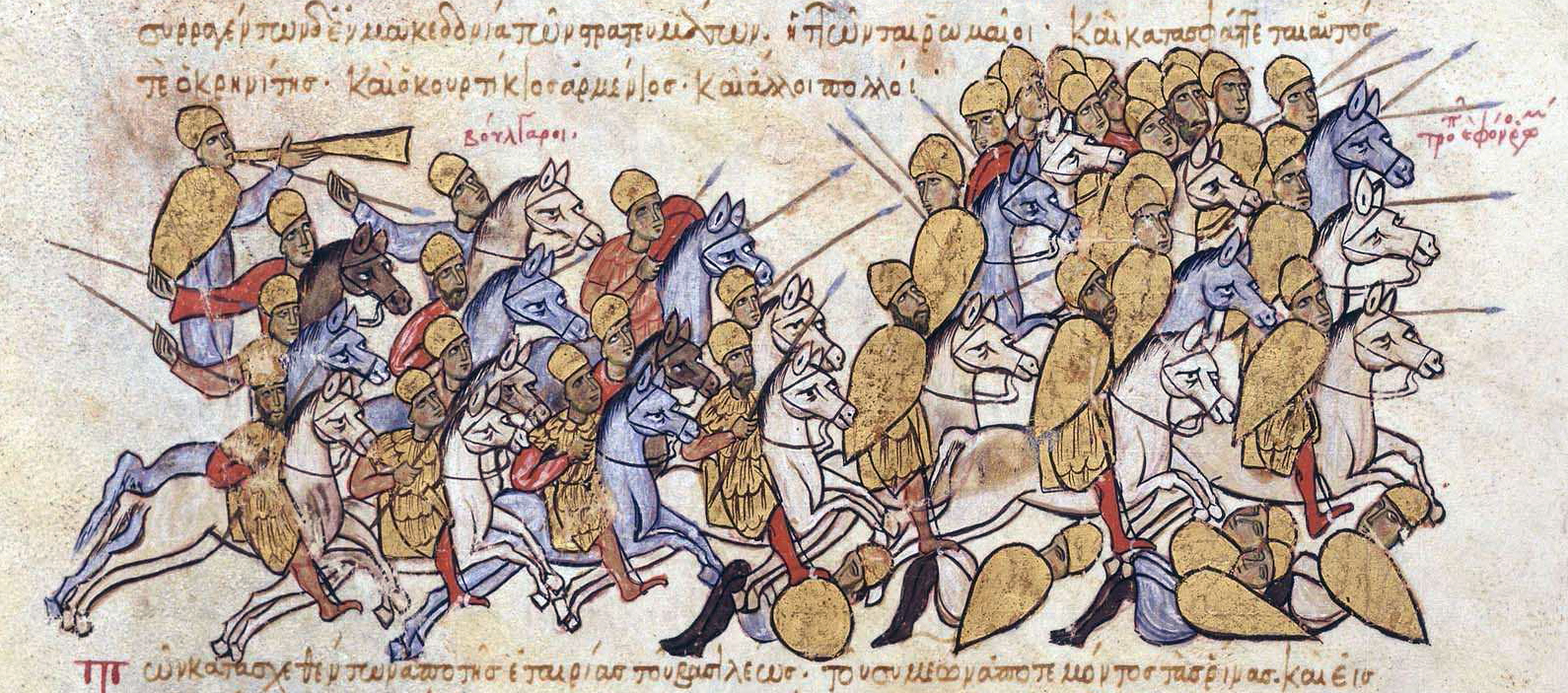
Maďaři porážejí Bulhary, z kroniky Jana Skylitzese

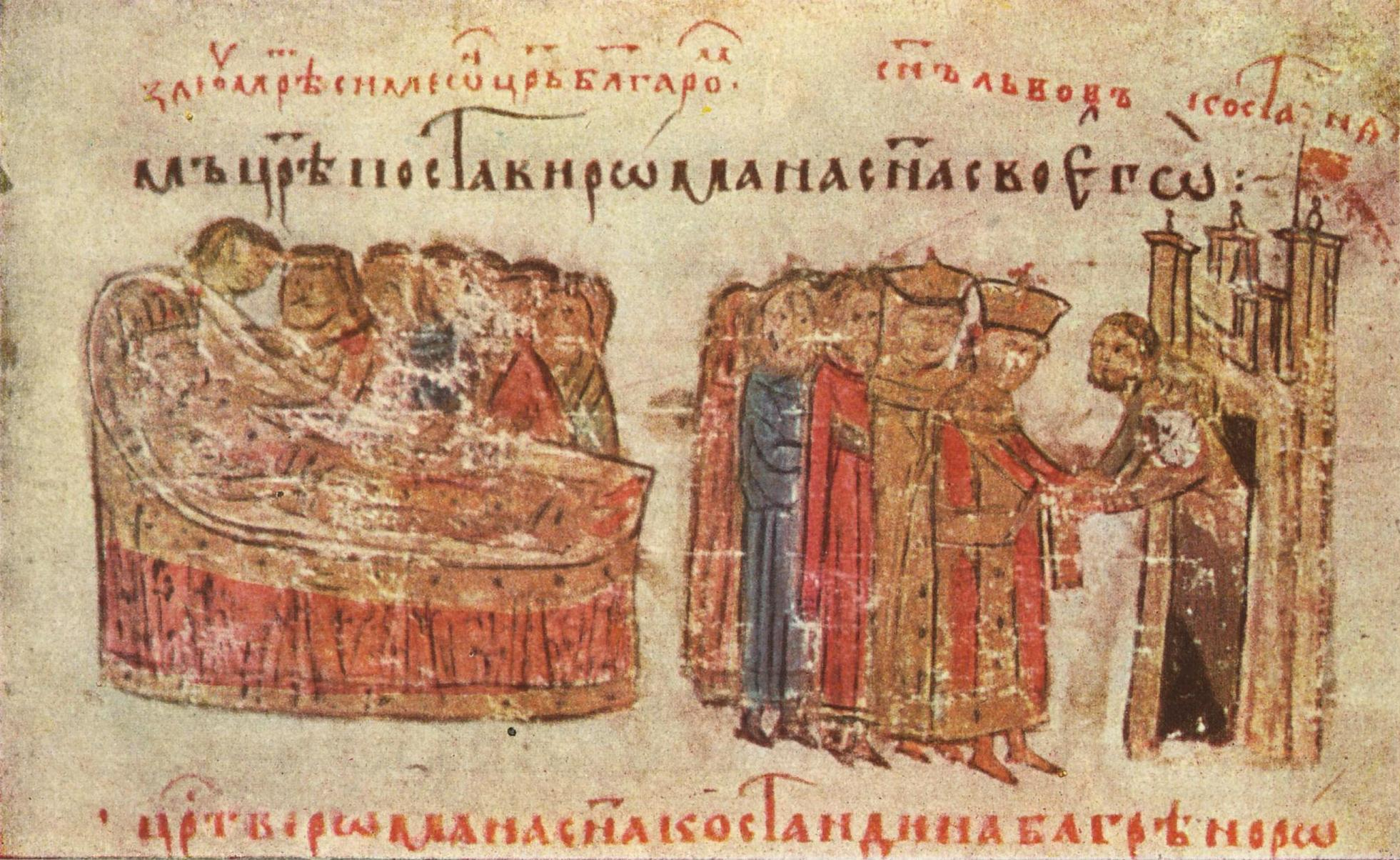
Smrt Petra I.

Mírem s Byzancí získal Petr výměnou za Adrianopol území na pobřeží Egejského moře ve směru na východ od Soluně a spolu s tím mu byla přiznána téměř celá Albánie krom menšího území kolem města Drače. Dovršením mírových jednání byl sňatek bulharského cara s dcerou císaře Romana Lakapena Marií. Na základě této smlouvy byl Petr zván pouze carem Bulharů, na rozdíl od svého otce, který se tituloval i císařem Římanů. Tímto sice prestiž titulu částečně poklesla, ovšem titul přiznaný Byzancí měl zhruba stejnou váhu jako hodnost krále v západní Evropě, čímž si Petr oproti původnímu titulu knížete značně polepšil. Přes původní výhody míru se začal za vlády cara Petra již dostavovat úpadek. Krom rostoucí závislosti na byzantské říši se odehrálo několik pokusů o uzurpaci trůnu, což využili Srbové v Rašce a znovu se osamostatnili. Dalším problémem se stala rostoucí moc boljarů, kteří by neváhali v případě potřeby Petra z trůnu svrhnout.
Země dále trpěla nájezdy kočovníků ze severu. Nejdříve do Bulharska v letech 934 a 943 vtáhli Maďaři, kterým se Bulhaři zavázali platit poplatky a ve stejném roce i Pečeněhové, doprovázející kyjevského knížete Igora během jeho útoku na Konstantinopol. Pečeněhy se posléze podařilo v severní Dobrudži porazit, takže se z bulharského území stáhli. Podobně přestaly i nájezdy Maďarů poté, co je roku 955 v bitvě na řece Lechu porazil německý král Ota I. Loupeživé nájezdy a plenění způsobily, že oslabené Bulharsko již nedokázalo kontrolovat území na sever od Dunaje a postupně je ztratilo. Bulharský car zároveň přehodnotil dosavadní probyzantskou politiku a uzavřel smlouvu s Maďary, která stanovila, že v případě války mezi nimi a Byzancí zůstane Bulharsko neutrální.
Vztahy mezi byzantskou říší a bulharským státem byly nadále přátelské, a to až do chvíle, kdy na byzantský trůn nastoupil císař Nikeforos II. Ten nejenže odmítl platit poplatek stanovený po uzavření míru v roce 927, ale rozhodl se podniknout proti Bulharsku i vojenské akce. Ke srážce mezi oběma státy ale nedošlo, protože na východě opět vzplála válka mezi Byzancí a muslimskými státy, které se zde po rozpadu chalífátu během 10. století vytvořily. Nedostatek sil na západní frontě se pokusil císař kompenzovat tím, že poštval proti Bulharům kyjevského knížete Svjatoslava. Ten se roku 968 vydal s mohutnou armádou k ústí Dunaje a hodlal zaútočit na bulharské území. Jeho síly se však zalekla také Byzanc, a tak vzniklo mezi ní a Bulhary spojenectví. Svjatoslav se poté kvůli nebezpečí útoku Pečeněhů stáhl, ovšem další rok tažení na Bulharsko zopakoval. Zpráva o Svjatoslavově příchodu způsobila Petrovi mrtvici. Bulharský car jí sice přežil, ale nebyl již schopen dále vládnout a odešel proto do kláštera, kde záhy nato zemřel.
V době Petrovy smrti se bulharská říše rozpadla na dvě části. Zatímco v západních oblastech se chopili moci bojaři David, Mojžíš, Áron a Samuel, zvaní komitopulové (synové kométa, neboli správce oblasti), ve východní části zasáhl nový byzantský císař Jan I. Tzimiskes a poslal sem Petrovy syny Borise a jeho mladšího sourozence Romana, kteří předtím žili nějakou dobu v konstantinopolském zajetí. Starší z bratrů se poté stal novým carem. Do východní části Bulharska však vtrhl opět Svjatoslav a oba bratry zajal. V Preslavi zanechal silnou posádku, vypravil se dál směrem na Konstantinopol a požadoval, aby mu Byzantinci předali veškerá balkánská území. V bitvě u Arkadipole ale byla jeho vojska poražena a následně vytlačena zpět do Bulharska. Když poté Jan I. osvobodil z Preslavi oba bratry a oblehl Svjatoslava ve městě Dorostolu, požádal kyjevský vládce o mír. Po uzavření smlouvy se vydal kyjevský kníže zpět domů, během cesty ovšem zbytky jeho armády napadli Pečeněhové a Svjatoslav v boji s nimi podlehl.
| „                       | I napadl naň Kurja, kníže pečeněžský, a zabili Svjatoslava. I vzali hlavu jeho a okovavše leb jeho, udělali číši a pili z ní. | “ |
| — Pověst vremennych let | |   |

Po odchodu Rusů kontrolovala východní část Bulharska byzantská armáda, čehož Tzimiskes využil. Během oslav v Kosntantinopoli roku 972 byl Boris veden jako zajatec a následně zbaven carské hodnosti. Zatímco Boris získal titul magistra a zařadil se mezi konstantinopolskou aristokracii, jeho bratr Roman byl vykastrován. Bulharské oblasti byly začleněny do civilní správy říše a bulharský patriarchát zrušen, čímž byla likvidace bulharské samostatnosti dokončena. Ne všechna území se ovšem dostala pod byzantskou kontrolu – v západní části bulharské říše se stále udrželi komitopulové, kteří v následujících letech vedli s Byzancí další války.

### Komitopulové a pohlcení Bulharska byzantskou říší

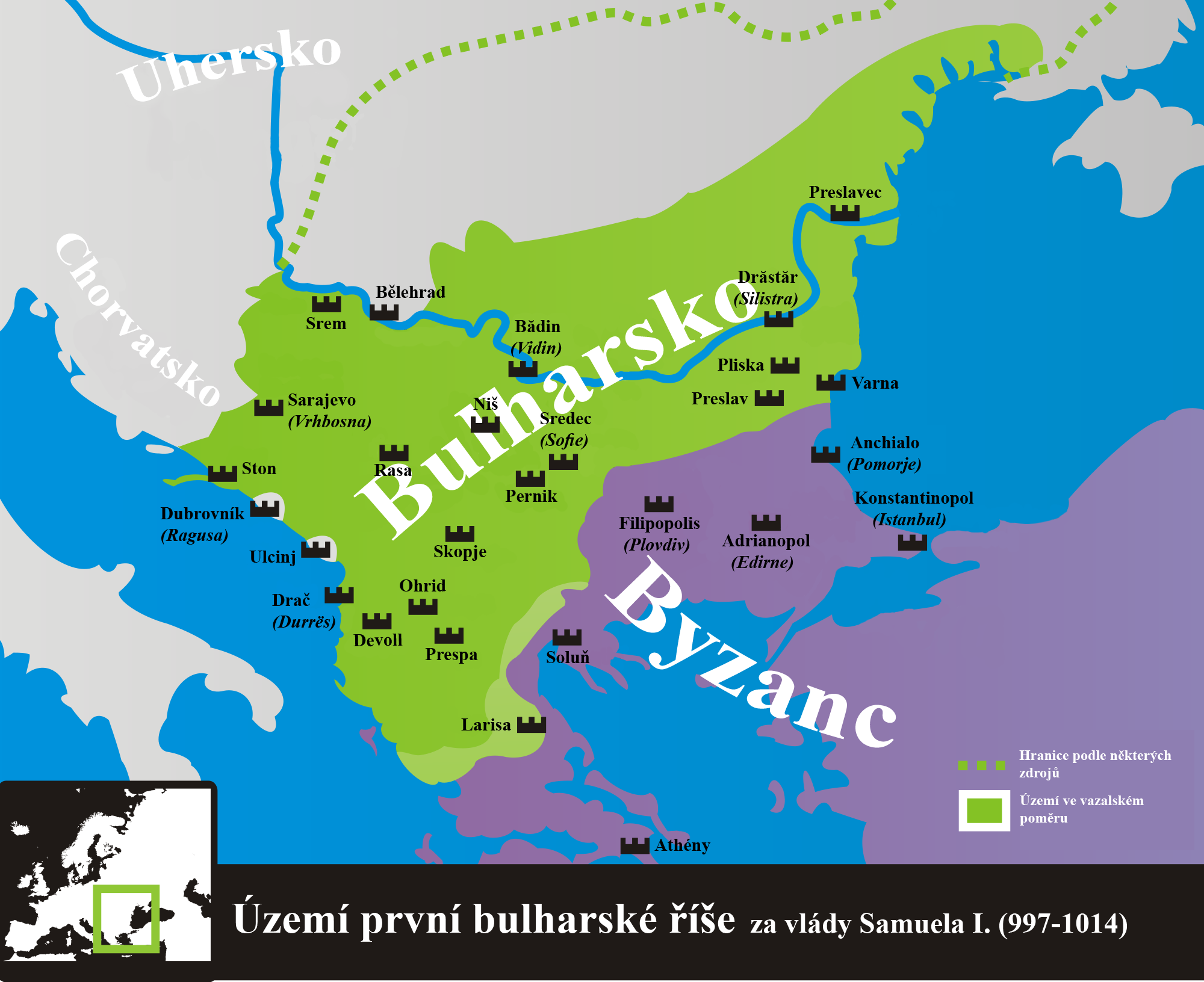
Územní rozsah Bulharska za Samuelovy vlády
Bulharská říše
Země ve vazalském postavení vůči Bulharsku
Byzantská říše

Čtyři bratři, kteří si udrželi vládu v západních částech Bulharska, si posléze správu území rozdělili mezi sebe. V následujících letech postupně tři nejstarší z nich umřeli a nejmladší Samuel převzal vládu i na jejich územích. Když roku 976 zemřel i Jan Tzimiskes, oba synové cara Petra unikli z Konstantinopole a pokusili se dostat na bulharské území, přičemž cestu přežil pouze mladší Roman, zatímco Boris II. byl zabit při přechodu hranic bulharskými hlídkami. Protože Roman nebyl schopen zplodit žádné děti, vykonával za něj ve skutečnosti vládu Samuel a po Romanově smrti roku 997 během opětovného zajetí v Konstantinopoli se nechal prohlásit carem. Samuel během své vlády dále rozšiřoval svou moc na území, jež dříve tvořila součást bulharského státu, a Bulharsko se tak během jeho vlády na krátkou dobu opět v rámci Balkánu stalo velmocí. V posledním období říše ovšem vnitřní situace doznala určitých změn, protože centrum kulturního a politického dění se nyní přesunulo do západní části, zejména do Ochridu.

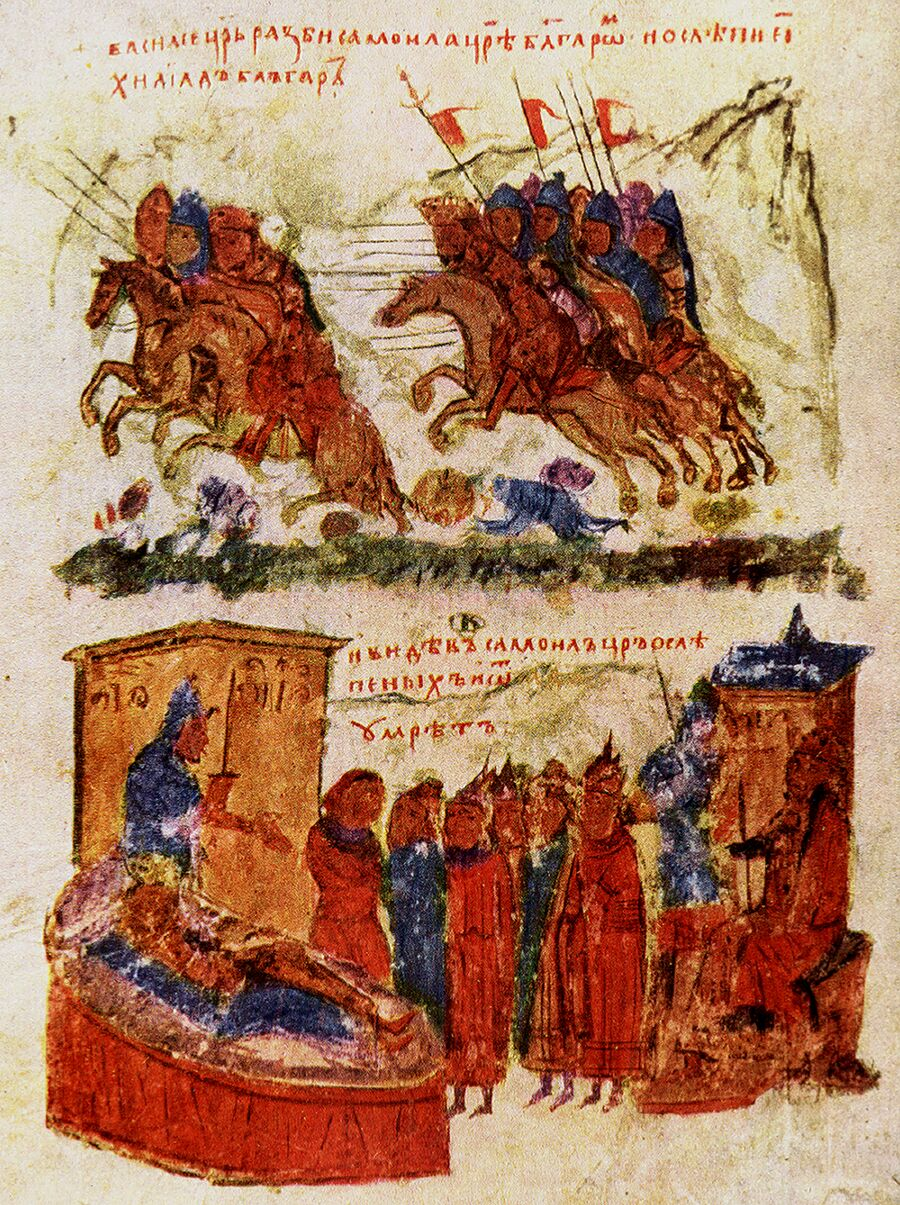
Bitva u Belasice a následná Samuelova smrt, když pohlédl na zbytky svého vojska

Mezitím na byzantský trůn nastoupil císař Basileios II., jenž si stanovil za svůj cíl zničit bulharskou říši. Vypravil se tedy dobýt důležité město Serdiku (dnes Sofie) tvořící spojnici mezi západními a východními částmi říše, jenž Samuel během období vnitropolitické nestability v Byzanci získal nazpět. Tento jeho pokus však Samuel překazil a když se císař vracel se svou armádou zpět, bulharský car na něj poblíž Trajánovy brány zaútočil a byzantské vojsko porazil. Zatímco v Byzanci vypuklo proti císaři po jeho porážce povstání, Bulhaři pronikli do Srbska a podřídili zdejší knížata své vládě.
Poměr sil se během času přesto začal vychylovat ve prospěch Byzance, kde mezitím Basileios upevnil svoji pozici a zahájil dlouhou etapu válek s cílem definitivně dobýt bulharský stát a přičlenit jej ke své říši. K první velké bitvě došlo roku 1004 u Skopje. Ta se ukázala být i rozhodujícím střetnutím, jež skončilo bulharskou porážkou a pobitím většiny Samuelova vojska. Další neúspěch následoval příští rok, když Byzantinci získali opět město Drač a Samuel tak ztratil přístup k moři. V následujících letech byla systematicky dobývána veškerá bulharská území. Největší porážku bulharské vojsko utrpělo roku 1014 v bitvě u Belasice, kde padlo do byzantských rukou na 14 000 bulharských bojovníků. Ty nechal Basileios oslepit a pouze jednomu ze sta ponechal jedno oko, aby mohl své spolubojovníky dovést domů, což císaři vyneslo titul Bulgaroktonos (Bulharobijec). Když Samuel pohlédl na zbytky své armády vrátivší se zpět, ranila ho mrtvice a o několik dní později zemřel.
Novým carem se stal Gabriel Radomír. Ten sice nabídl císaři mír, ale Basileios jej odmítl a pokračoval v dobývání bulharského území. Nespokojenosti s dlouhou a stále hůře se vyvíjející válkou využil syn komitopula Árona Ivan Vladislav, který Gabriela zavraždil. Nový car se pokusil ještě zvrátit situaci a zaútočil roku 1018 na Drač, při dobývání města však padl a zbytky bulharské říše se rychle rozpadly, aby byly záhy nato obsazeny Byzancí. Na dalších více než 150 let se Bulharsko stalo součástí byzantské říše.

## Kultura

### Nejstarší památky

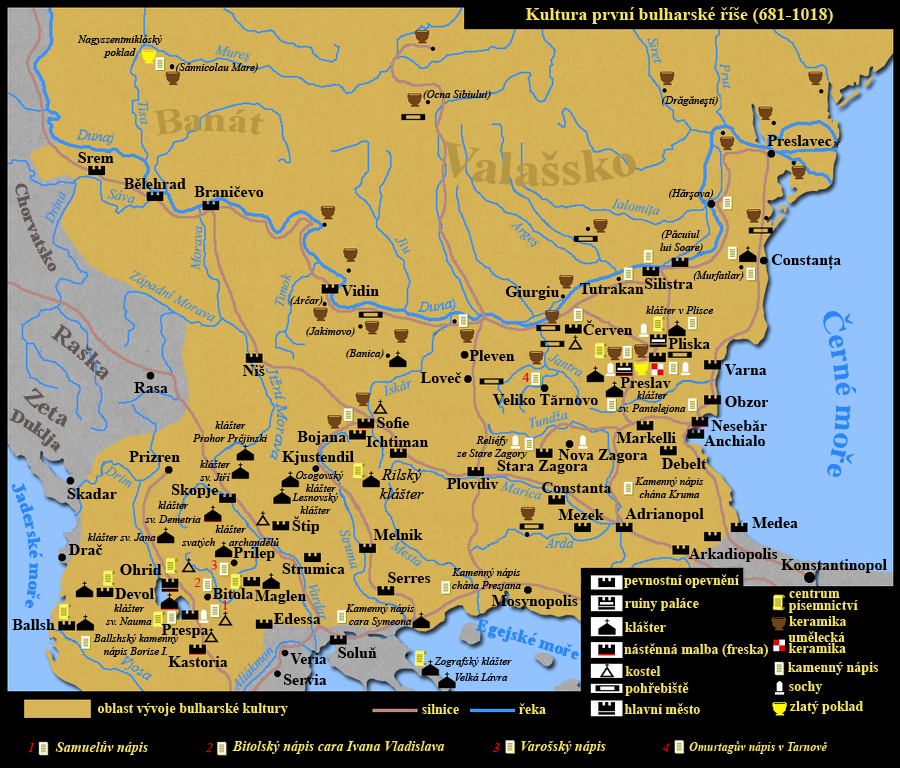
Rozsah kultury první bulharské říše

Ve svých prvotních formách se prabulharská a slovanská kultura postupně prolínaly a procházely různými etapami vývoje, na jehož konci dospěla bulharská společnost cestou poslovanštění turkické části obyvatelstva a přijetí křesťanství k vytvoření kulturně homogenního státu. Nejvýznamnější dochovanou památkou této doby je reliéf takzvaného Madarského jezdce poblíž města Šumen.
Centrem politického dění byla v době před přijetím křesťanství Pliska, původně opevněný vojenský tábor, který se během vývoje po usazení Bulharů změnil v rozsáhlejší město dosahující velikosti 23 km², jehož budovy kvalitou zpracování a technikou odpovídaly v té době pouze městům byzantským. Archeologické výzkumy zde objevily výstavný palác, pravděpodobně postavený v době chána Omurtaga. Pod ním byl nalezen ještě jeden, rozsáhlejší, jenž mohl být zničen během vypálení Plisky byzantským císařem Nikeforem I. Z doby bulharských vládců Omurtaga a Malamira jsou zachovány i četné řecké nápisy, protože řečtina se v té době používala jako jazyk státní správy. Z tohoto období pochází i takzvaný Imennik, seznam bulharských chánů psaný řecky ve formě kroniky.

### Situace po přijetí křesťanství

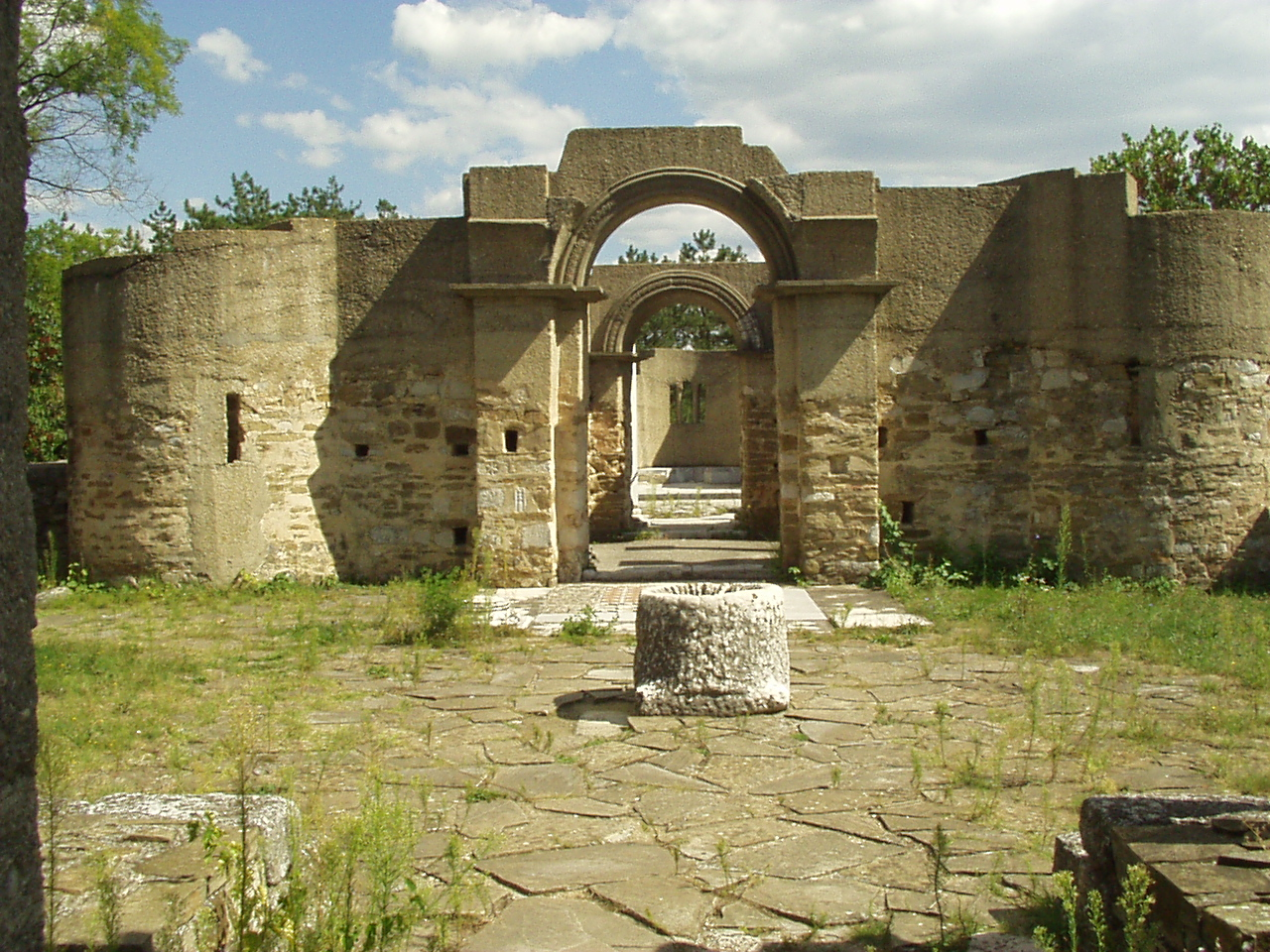
Vchod do pozůstatků Zlatého kostela v Preslavi

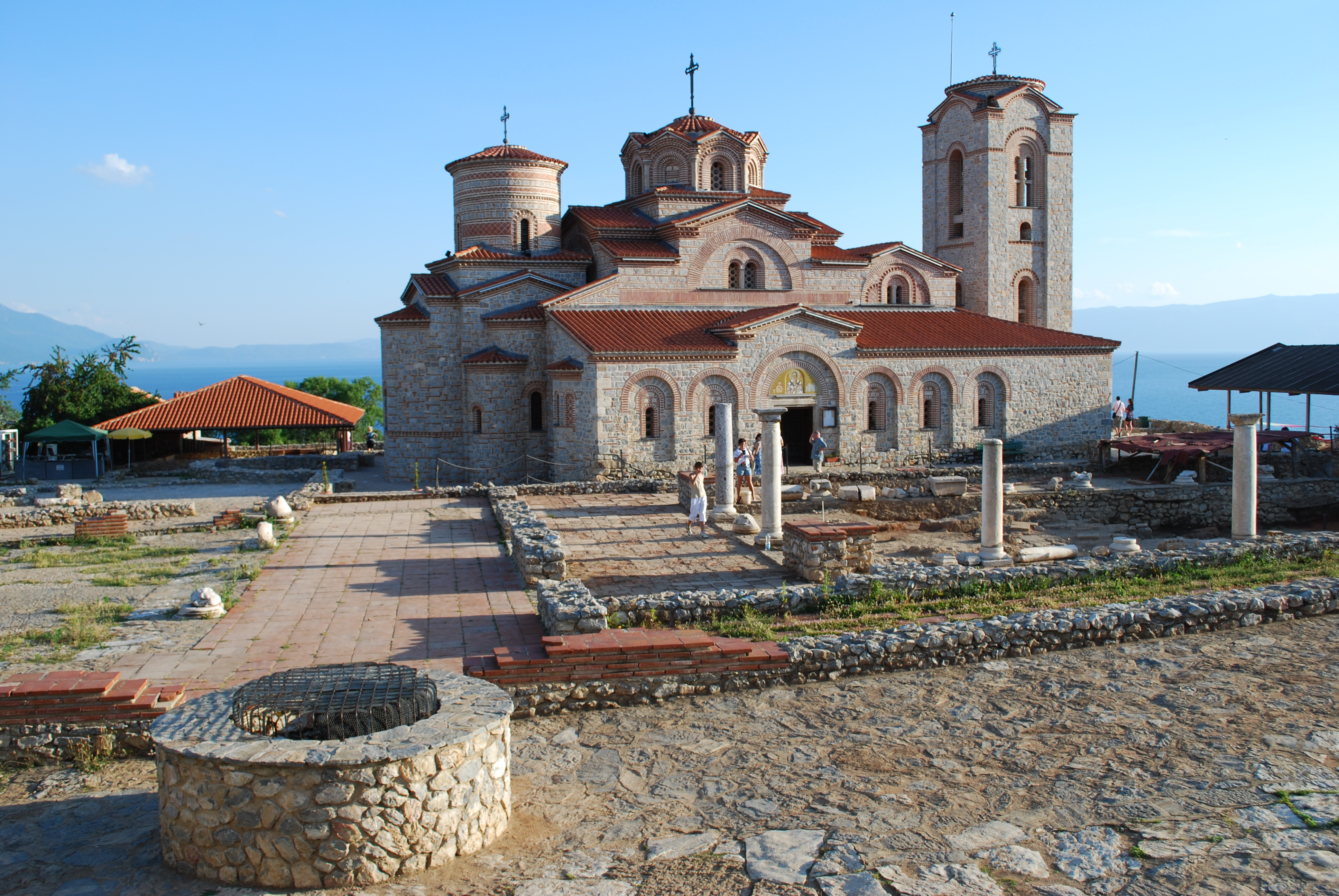
Klášter svatého Klimenta a Pantelejmona, Ochrid

Po přijetí křesťanství z Byzance roku 864 se jako litrugický jazyk používala řečtina. Chán (od roku 864 kníže) Boris se obával případného byzantského vlivu, a proto přijal na svém území žáky věrozvěstů Cyrila a Metoděje, kteří byli vyhnáni roku 885 z Velké Moravy. Vůdčími osobnostmi mezi těmito žáky byli Kliment a Naum, kteří se stali zakladateli dvou literárních škol. Zatímco Kliment založil jednu v klášteře svatého Pantelejmona u Ochridského jezera, Naum se usídlil v Plisce a založil školu i zde. Obě místa (a později také Preslav) se stala centrem vzdělanosti a kultury, přičemž zde došlo k modifikaci původního písma hlaholice, vytvořené Cyrilem pro potřeby staroslověnštiny, čímž vznikla jeho zjednodušená a upravená varianta – cyrilice; obdoby tohoto písma se prosadily i v Srbsku, Rusku a dalších zemích, kde se používají dodnes. Staroslověnština se díky činnosti obou škol záhy v bulharské společnosti prosadila jako literární a liturgický jazyk.
O rozvoji staroslověnské literatury svědčí díla již z přelomu 9. a 10. století, například O písmenech Černorizce Chrabra či Proglas k evangeliu a Abecední modlitba Konstantina Preslavského. Již v této době vznikala i první beletristická díla – jedním z nich je povídka Zázrak s Bulharskem. Největšího rozkvětu bylo dosaženo za vlády Symeona, který získal vynikající vzdělání v Konstantinopoli. Do této éry patří sborník Zlatostruj, sestavený skupinou učenců shromážděnou kolem cara. Mezi ně se řadí zakladatel ochridské školy Kliment, Konstantin Preslavský, Černorizec Chabr či Jan Exarcha. Od něho jsou dochovány četné zprávy pojednávající o Symeonovi a životě na jeho dvoru. Jan Exarcha je rovněž autorem vyprávění Šestodnev a překladatelem tvorby Jana z Damašku.
Po přenesení dvora do Preslavi zde nechal Symeon postavit množství chrámů. Již před i za branami města se nacházela řada dalších budov, často zdobených mramorem, mědí, stříbrem a zlatem. Vytvořila se zde kvalitní umělecká díla, zejména v oblasti kamenného sochařství, keramiky a keramických ikon. Přes tento kulturní vývoj nedosáhla Preslav nikdy rozsahu Plisky, její výměra činila jen zhruba 3,5 km². I pozdější období navazovaly na dosavadní rozvoj – stavěly se nové kláštery, vyvíjela se také tvorba ikon a písemnictví, jež mělo většinou náboženský charakter, například Beseda proti Bogomilům Presbytera Kosmy nebo Zografské evangelium, Asemanovo hlaholské evangelium, Sinajský hlaholský sborník či Suprasalský sborník. Tvorba vzniklá ještě za Symeona tak dala základ bulharské literární tradici, která se v následujících staletích dále dotvářela.

## Hospodářství a společnost

### Poměry vbulharském státě
Prvotní bulharský stát na Balkáně se vytvořil jakožto obranný svaz Protobulharů a Slovanů proti okolním nepřátelům, zejména Avarům a Byzanci. Vztahy mezi oběma etniky nebyly rovnoprávné – Bulhaři zacházeli se Slovany jako s podmaněným národem. Vládce státu až do roku 864 nosil titul chán, poté kníže či car. Ten stál na vrcholu sociální pyramidy a před přijetím křesťanství zastával úlohu nejen vládce, ale i nejvyššího kněze a velitele vojska. Jeho družina, vzniklá z protobulharské šlechty, se stala základem jeho dvora a politickou elitou nového státu. Postupem času se ale do vyšších kruhů dostali i příslušníci původních slovanských šlechtických rodů a docházelo k vzájemnému míšení mezi oběma národnostmi, které skončilo asimilací Bulharů a jejich připojením do slovanského etnika, na které se v následujících staletích označení Bulhaři také přenesl. Tento proces postupoval pomalu a byl završen až na přelomu 9. a 10. století.
Spolu s usazením Bulharů se začaly vytvářet i feudální vztahy, kdy se z původně svobodných rolníků postupně stali nevolníci závislí na bulharské nebo slovanské šlechtě. Krom nevolníků existovali v Bulharsku také otroci, jejich počet byl však nevelký a využívali se zvláště jako služebnictvo v palácích šlechty. Sami šlechtici se označovali výrazem boil, což se později vyvinulo ve slovo boljar, neboli bojar, což se po slavonizaci turkických Bulharů přeneslo i na slovanské velmože. Naproti tomu svobodní neurození Bulhaři byli známi pod termínem bagajn. Až do doby chána Omurtaga existovalo v Bulharsku kmenové zřízení, Omurtag ale zavedl novou správu založenou na správních obvodech, komitétech čili župách, v jejichž čele stáli vládní úředníci, kométi (župani).
Ve svých prvopočátcích měl bulharský stát, vlivem permanentně pokračujících bojů, často proměnlivé hranice, tvořené někdy pouze vytyčením hlavních bodů. Neustálé boje a původní kočovný život Protobulharů se odrazily i ve vojsku, ve kterém panovaly tvrdé poměry a disciplína. Veliteli vojenských jednotek byli boilové a bagajni.
Většina obyvatel pracovala v zemědělství, přičemž se na bulharském území pěstovala většina obilovin, žito, pšenice, proso, různé ovoce či víno. Choval se dobytek, koně a drobnější domácí zvířata. Od 9. století dochází k rozvoji měst, v nichž docházelo k rozvoji řemesel, především kovářství, hrnčířství, zlatnictví a kamenictví. Protože se v zemi nenacházely žádné větší zdroje vzácných kovů, Bulharsko nepoužívalo vlastní měnu a udržoval se směnný obchod (zejména v naturáliích), ačkoliv je na území Bulharska doloženo omezené užívání byzantských mincí.

### Zákonodárství

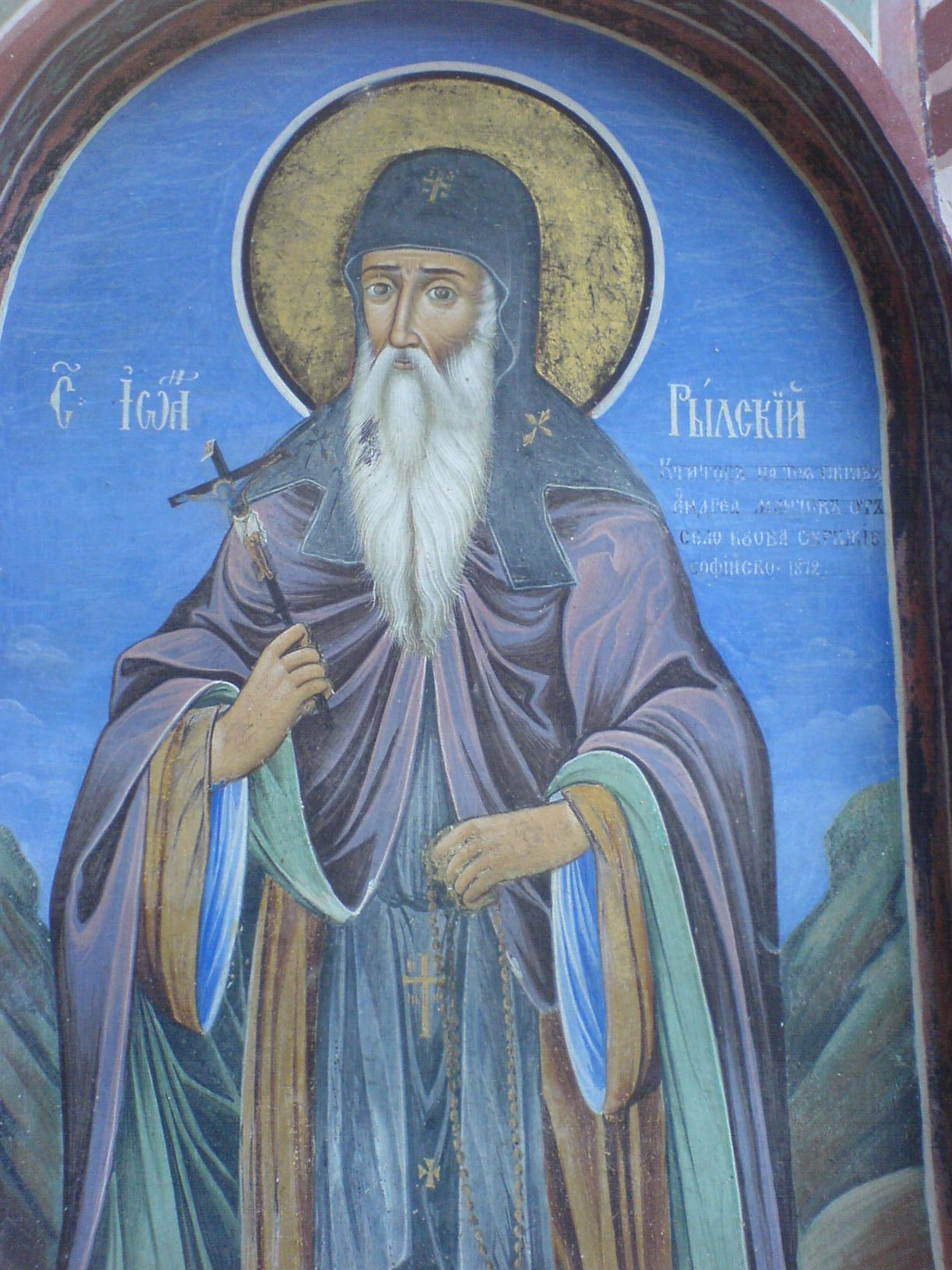
Svatý Ivan Rilský

Vznik slovanského písma po přijetí křesťanství umožnil bulharským vzdělancům přeložit pro potřeby státu původní byzantské právní sbírky, zvláště Eklogu, Zemědělský zákon a Nomokanon. Soupisem a sjednocením slovanského zvykového práva s byzantským zákonodárstvím vznikl na konci 9. století Zákon sudnyj ljudem. Kníže byl v podání zákoníku absolutním vládcem s mocí exekutivní, legislativní i soudní. Státním náboženstvím bylo na základě zákonů křesťanství, jež bylo jediným povoleným náboženstvím, zatímco původní pohanství bylo zakázáno. Podobně jako v některých dalších částech Evropy i v Bulharsku existoval rozdíl mezi půdou vlastněnou šlechtici a půdou, kterou měli rolníci pro vlastní živobytí.

### Náboženství
Až do přijetí křesťanství se v Bulharsku udržely původní pohanské kulty. Zatímco Slované vycházeli z vlastní mytologie a jejich nejvyšším bohem byl pravděpodobně Perun, v případě Hunobulharů šlo o řadu různých náboženských praktik, jako kult předků, kult nebeských těles, či totemismus. Později se však nejvyšším a jediným bohem stal bůh Tengry, spojený s obrazem Slunce. S postupem christianizace pak obě náboženství postupně vymizela. Po různých peripetiích a konfliktu mezi západní a východní církví, do které sféry Bulharsko spadne, se říše přiklonila k východní byzantské civilizaci; bulharský chán přijal ortodoxní křesťanství, které se stalo i státním náboženstvím. V Bulharsku byla vytvořena autonomní církevní provincie v čele s arcibiskupem, v rámci níž existovalo zhruba sedm biskupství. Poměr mezi státem a církví však v této době není znám. V dalších stoletích se vytvořil i okruh světců bulharského původu, z nichž nejvýznamnější je poustevník Ivan Rilský.
V době úpadku Bulharska během 10. století špatné sociální podmínky nejnižších vrstev a neschopnost církve na ně reagovat, vzhledem ke špatně pochopitelným pravidlům a dogmatům, se začaly vytvářet předpoklady pro vznik heretických hnutí. Podle zakladatele jednoho z takových hnutí, popa Bogomila, se jeho přívrženci začali označovat jako bogomilové. Bogomilové věřili, že vše duchovní pochází od boha, zatímco vše hmotné od ďábla (dualismus) a z tohoto důvodu odmítali jakékoliv světské instituce, od liturgie až po sociální nerovnost. V době první bulharské říše zatím nebyly zásahy státu nebo církve na potření bogomilské hereze příliš časté ani tvrdé. Ostřejší opatření proti nim přišla až v dalších staletích.